# Vema occidua
Vema occidua är en blötdjursart som beskrevs av Marshall 2006. Vema occidua ingår i släktet Vema och familjen Neopilinidae. Inga underarter finns listade i Catalogue of Life.